# Paviment desèrtic

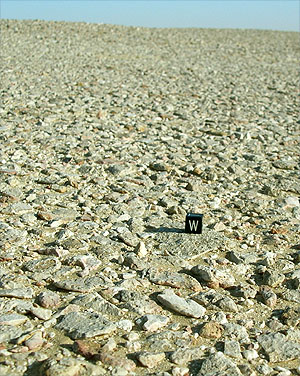
Reg al desert, l'escala del cub és 1 cm.

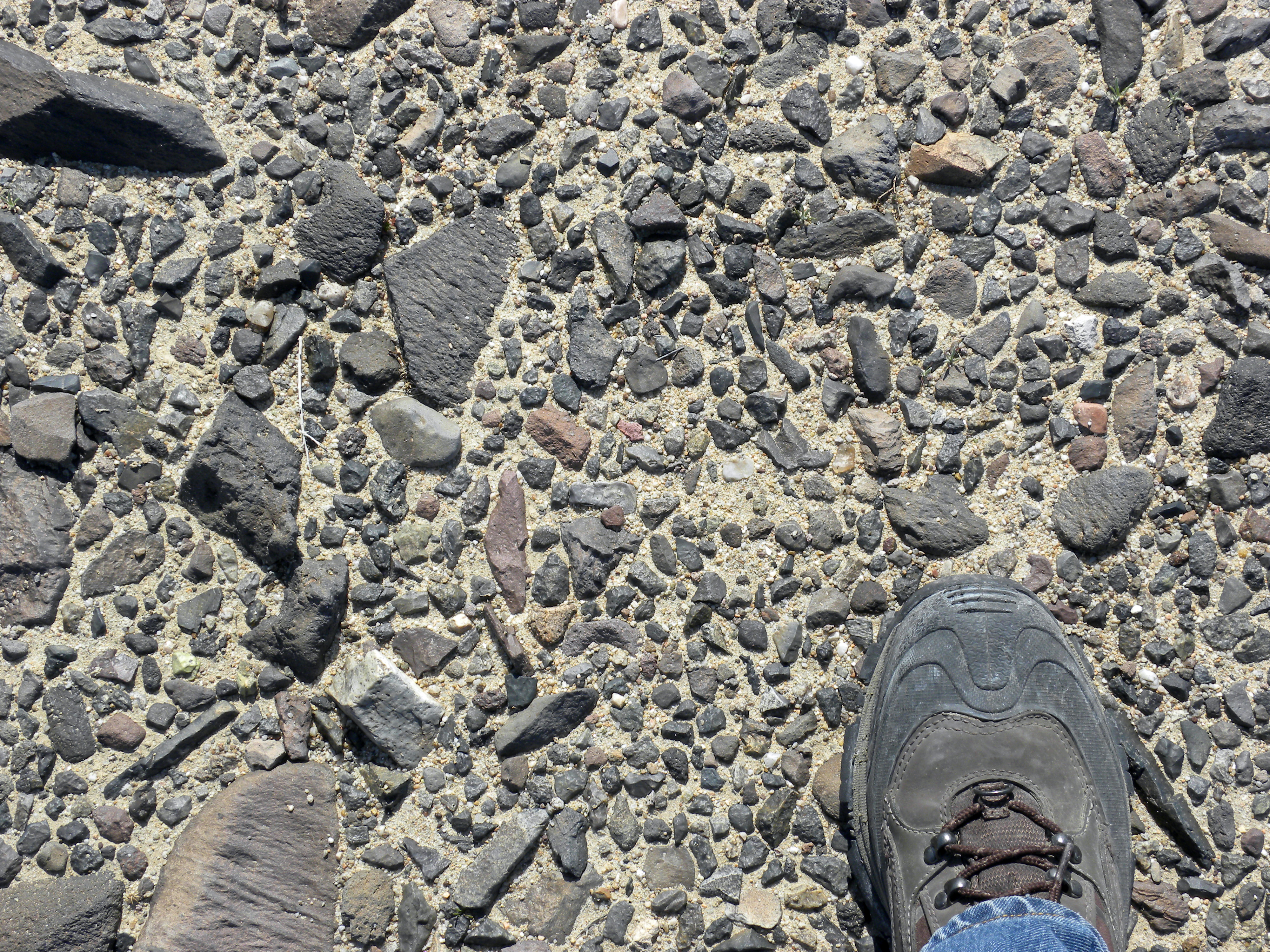
Paviment desèrtic al desert de Mojave. prop de Barstow, Califòrnia.

Un paviment desèrtic, o paviment pedregós, és una superfície del desert que està coberta únicament amb còdols i fragments de roca ajuntats, entrellaçats i arrodonits. Quan se superposen diverses capes de fragments gruixuts es forma un paviment empedrat o de mosaic.
Segons on estan situats, reben noms locals com reg, hamada o gibber, amb petites característiques que els diferencien.

## Formació
S'han proposat diverses teories per a la seva formació. La teoria més comuna és que es formen per l'eliminació gradual de la sorra, la pols i altres materials de gra fi per l'acció del vent i de la pluja intermitent, deixant només enrere els fragments més grossos. Tal cosa no continua indefinidament, tanmateix, perquè una vegada que el paviment s'ha format, pot actuar com una barrera a una erosió més gran.
Les superfícies del paviment desèrtic estan sovint cobertes amb un vernís del desert que és d'un color marró fosc. Als Estats units n'hi ha un exemple a Newspaper Rock, a Canyonlands, Utah.

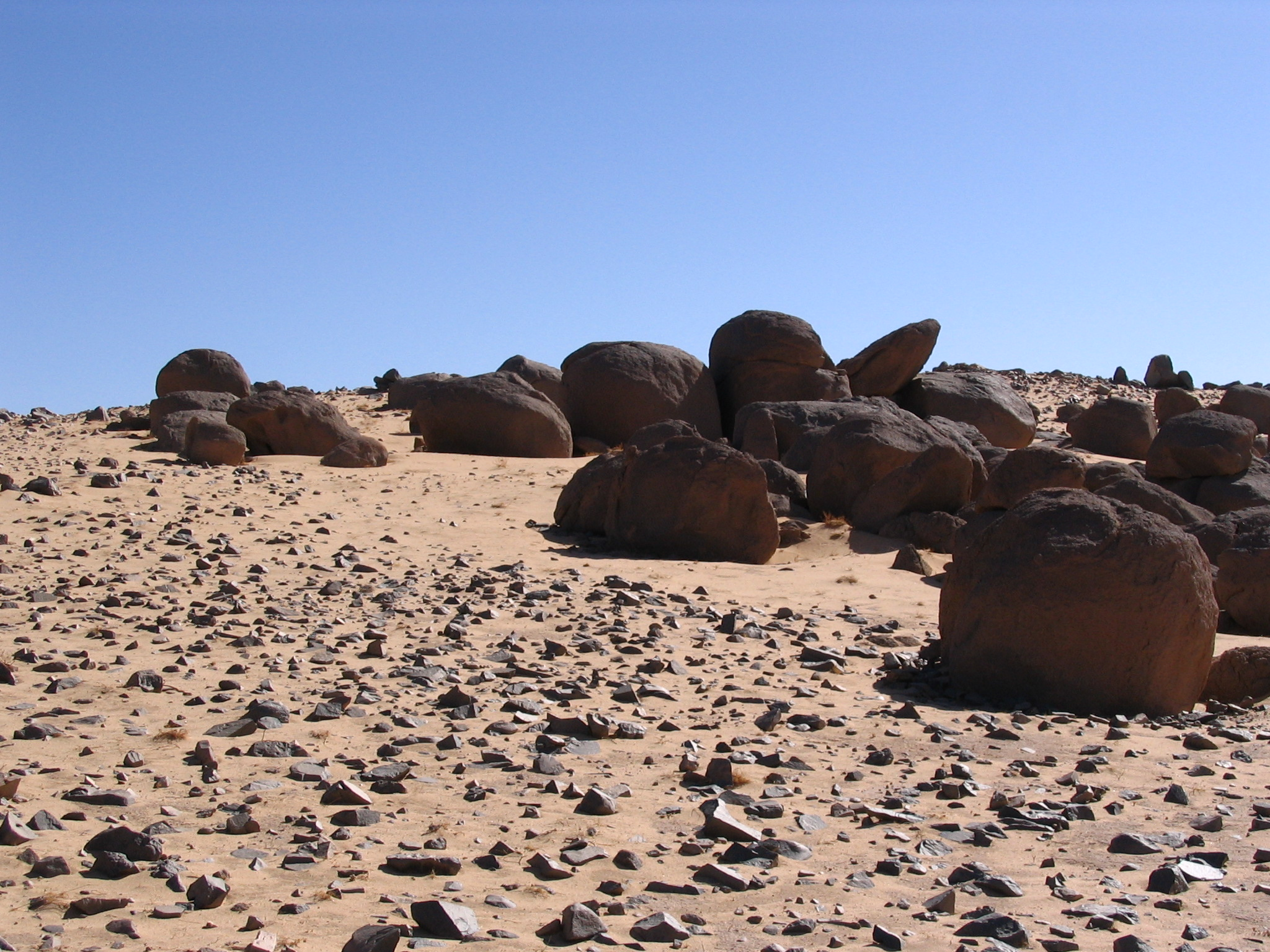
Paviment desèrtic al Macís d' Hoggar, al Sàhara central, al sud d'Algèria.